# 幽霊ママ
『幽霊ママ』（ゴーストママ）は、1998年8月3日から8月28日に、TBS系列の「ドラマ30」枠で放送された昼のテレビドラマ。MBS制作。放送時間は月曜から金曜13:30-14:00（JST）。全4週、20回。一度死んだ主婦が下界へ戻るコメディータッチのホームドラマ。
通常「ドラマ30」枠は2か月間放送するが、夏休みの期間にあたることから、子供にもターゲット層を置き、夏休みが終わる時点で完結するよう放送期間も1か月にした。このスタイルは2年後MBSがこの時期を担当する2000年にも『ふしぎな話』を放送する形でこの処置がとられた。

## あらすじ
下町に暮らす主婦・令子の夫・亮一は、会社をリストラされ、ラーメン店の開業に乗り出す。令子も2人の子どもや姑の世話をしながら準備に追われるが、疲れから居眠り運転をして交通事故を起こして呆気なく死んでしまう。令子は天使の庄輔から自分が死んだと聞かされた上に、葬式の準備も見せられて唖然とする。しかし、家族に未練がある令子の「家族の元に帰りたい。」という願いに、庄輔は別の人間の身体を借りて期限付きで下界に戻る方法を伝授する。そうして令子は転落死した女性の肉体を借りて下界へ戻り、偽名を使って亮一のラーメン店で働き始める。

### 幽霊（ゴースト）になる条件
ドラマでは、令子が下界に戻るための条件がいくつか決められていた。
- 下界滞在期限は没後49日間のみ。
- 本人・天使以外には別人の姿に見えるため素性を明かしてはならない（天使の姿は下界の人間には見えないため、天使と令子と交信する際、下界の人間には独り言に見える）。
- 素性が下界の人間に悟られた時は地獄行き処分を受ける。

## キャスト
伊吹令子（田中花子）
演 - 大島さと子
ごく普通の主婦だったが事故死してしまう。横山の体を借り「田中花子(たなか・はなこ)」という偽名を名乗り、亮一のラーメン店で働くことに。家族と一緒に居られるものの、令子であることは秘密であるため、もどかしさを感じる。
伊吹亮一
演 - 梨本謙次郎
令子の夫。ラーメン店を開業する。店の張り紙をみて面接を受けに来た女性・田中花子を従業員として雇う。
伊吹優美
演 - 山下結穂
亮一と令子の娘。少々わがままな所があり、家の手伝いもせず何事も母の令子の手を焼かせていた。事故にあう直前の令子から「ママが死んだらどうするの？」と叱られた際には「ママが死ぬわけないじゃん」と呆れ顔で答えていた。
伊吹大樹
演 - 青木優典
亮一と令子の息子。
庄輔（元ラーメンの鉄人・天使）
演 - 山谷初男
令子を担当している天使。生前はラーメン店の店主で令子（花子）にラーメンの作り方を指南する。
安夫
演 - 橋本潤
役名不明
演 - 銀粉蝶
庄輔の未亡人
演 - 杉山とく子
横山
演 - 久保田磨希
雪山で遭難死した女性。庄輔の話の様子から身寄りがなかった模様。この女性の身体で令子が幽霊になる。
寿々子
演 - 岡田理江
庄輔の上役天使。
秀代
演 - 阿知波悟美
亮一の姉。現在は他県に嫁いでいるが「令子が居なくて大変だろうから」との理由で何かと伊吹家に来る。
伊吹芳江
演 - 鳳八千代
亮一と秀代の母。

## スタッフ
- 脚本：坂田義和
- 演出：皆元洋之助、鐘江稔（MBS企画）
- 音楽：渡辺博也
- 主題歌：谷村有美「虹のふもとで」
- 美術：冨田潤
- デザイン：山崎博
- 撮影：亀井稔
- 編集：寺下智、吉田浩二
- 制作：伊東雄三
- プロデューサー：藪内広之